# Jessica Holmes
Pour les articles homonymes, voir Holmes.
Jessica Holmes est une actrice et scénariste canadienne née le 29 août 1973 à Ottawa (Canada).

## Filmographie

### comme Actrice
- 1994 : Lives of Girls & Women (TV) : Phylis French
- 1999 : Cream of Comedy (TV) : Nominee
- 1999 : Little Big Kid (série télévisée) : Little Big Kid
- 2000 : The Itch (série télévisée) : Tricia Farr / Various Characters
- 2001 : Holmes Alone (TV) : Host
- 2001 : Sonic Temple (série télévisée) : Various Characters
- 2001 : The Endless Grind (série télévisée) : Various Roles
- 2002 : The Holmes Show (série télévisée) : Various
- 2004 : Bienvenue à Mooseport (Welcome to Mooseport) : Dina
- 2004 : XPM (série télévisée) : Jasmine
- 2005 : Gruesomestein's Monsters (série télévisée) : Bride
- 2005 : Burnt Toast (TV) : Leanne
- 2005 : The 6th Annual Canadian Comedy Awards (TV) : Nominee (Best Female TV Performance)

### comme Scénariste
- 2001 : Holmes Alone (TV)